# Szropy
Szropy (deutsch Schroop, früher auch Srop) ist eine Ortschaft in der Landgemeinde (Gmina) Stary Targ (Altmark) im Powiat Sztumski (Stuhmer Kreis) der polnischen Woiwodschaft Pommern.

## Geographische Lage
Das Kirchdorf liegt im ehemaligen Westpreußen, etwa zwölf Kilometer nordöstlich von Stuhm (Sztum), elf Kilometer südöstlich von Marienburg (Malbork) und vier Kilometer östlich von Deutsch Damerau (Dąbrówka Malborska).

## Geschichte

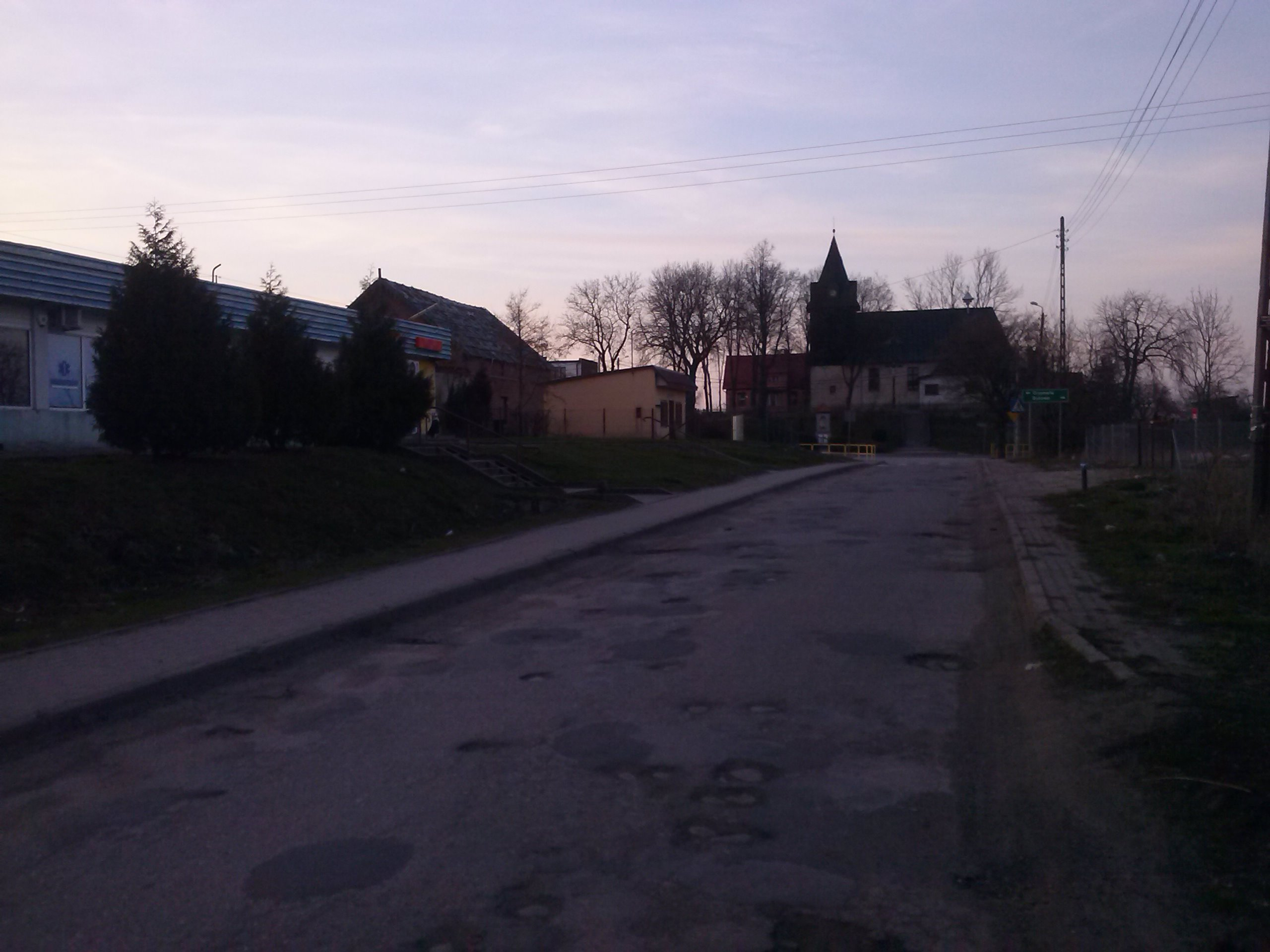
Zentrum mit Dorfkirche (März 2019)

Ältere Ortsbezeichnungen sind die Schrape (1316), Schroppe (1404), Schropa, Scrope und Scroppe (15. Jh.), Sropen (1518), Schrope (1554), Schroop (1648), Szropy (1659), Schrave (1694) sowie Sruppy und Szruppy (1764).  Das Dorf gehörte zur Zeit des Deutschordensstaats zur Komturei Marienburg und hatte dem Zinsbuch zufolge im 14. Jahrhundert 32 zinspflichtige Hufen zu kulmischem Recht. Die früheste urkundliche Erwähnung des Orts erfolgte 1280 in der Handfeste für das Nachbardorf Iggeln.
Nach der preußischen Wiedervereinigung 1772 war Schroop aus der polnischen Zeit vom preußischen Staat als Gratialdorf übernommen worden, d. h. als ein Dorf, das zuvor einer staatlicherseits begünstigten Person auf Lebenszeit oder für eine begrenzte Generationenfolge zu ermäßigter Pachtgebühr zur Nutzung überlassen worden war. Solche Gratialdörfer, wie auch  die Gratialgüter, wurden von den königlichen Domänenämtern gewöhnlich nicht vor Ablauf der Gewährungsfrist eingezogen.
Am 30. September 1928 wurde der Gutsbezirk Grünfelde in die Landgemeinde Schroop im Landkreis Stuhm eingegliedert.
Im Jahr 1945 gehörte die Landgemeinde Schroop zum Landkreis Stuhm im Regierungsbezirk Marienwerder im Reichsgau Danzig-Westpreußen des Deutschen Reichs. Schroop war dem Amtsbezirk Grünfelde zugeordnet.
Im Januar 1945 wurde Schroop von der Roten Armee besetzt. Nach Beendigung der Kampfhandlungen wurde die Region seitens der sowjetischen Besatzungsmacht zusammen mit ganz Hinterpommern und der südlichen Hälfte Ostpreußens – militärische Sperrgebiete ausgenommen – der Volksrepublik Polen zur Verwaltung überlassen. Es wanderten nun Polen zu. Schroop wurde unter der polnischen Ortsbezeichnung „Szropy“ verwaltet. Die einheimische Bevölkerung wurde mit wenigen Ausnahmen von der polnischen Administration aus Schroop vertrieben.

### Demographie
| Jahr | Einwohner | Anmerkungen |
| ---- | --------- | --- |
| 1783 | –         | Gratial-Bauerndorf nebst einer katholischen Filialkirche im kleinen Werder, königlichen Patronats, 27 Feuerstellen (Haushaltungen), in Westpreußen |
| 1818 | 296       | königliches Dorf, Amt Stuhm, mit Filialkirche von Kalwe                                                                                            |
| 1864 | 461       | Dorf, darunter 144 Evangelische und 305 Katholiken                                                                                                 |
| 1910 | 498       | Landgemeinde, am 1. Dezember, darunter 151 Evangelische und 333 Katholiken; 117 Personen mit polnischer Muttersprache                              |
| 1933 | 698       | [ 8 ] |
| 1939 | 725       | [ 8 ] |

## Kirche
Eine katholische Pfarrkirche St. Peter und Paul wurde hier schon im Mittelalter gestiftet und mit vier Hufen dotiert.
Die Protestanten der hier bis 1945 anwesenden Dorfbevölkerung gehörten zur evangelischen Pfarrei Losendorf.